# Tenebrionoidea
Tenebrionoidea je velká a velmi různorodá nadčeleď brouků.
Obsahuje následující čeledi:
- Aderidae Winkler, 1927
- Anthicidae Latreille, 1819
- Archeocrypticidae Kaszab, 1964
- Boridae C. G. Thomson, 1859
- Chalcodryidae Watt, 1974
- Ciidae Leach, 1819 – hubokazovití
- Melandryidae Leach, 1815 – lencovití
- Meloidae Gyllenhal, 1810 – majkovití
- Mordellidae Latreille, 1802 – hrotnatcovití
- Mycetophagidae Leach, 1815
- Mycteridae Blanchard, 1845
- Oedemeridae Latreille, 1810 – stehenáčovití
- Perimylopidae St. George, 1939
- Prostomidae C. G. Thomson, 1859
- Pterogeniidae Crowson, 1953
- Pyrochroidae Latreille, 1807 – červenáčkovití
- Pythidae Solier, 1834
- Ripiphoridae Gemminger & Harold, 1870 – vějířníkovití
- Salpingidae Leach, 1815
- Scraptiidae Mulsant, 1856
- Stenotrachelidae C. G. Thomson, 1859
- Synchroidae Lacordaire, 1859
- Tenebrionidae Latreille, 1802 – potemníkovití
- Tetratomidae Billberg, 1820
- Trachelostenidae Lacordaire, 1859
- Trictenotomidae Blanchard, 1845
- Ulodidae Pascoe, 1869
- Zopheridae Solier, 1834

## Fotogalerie

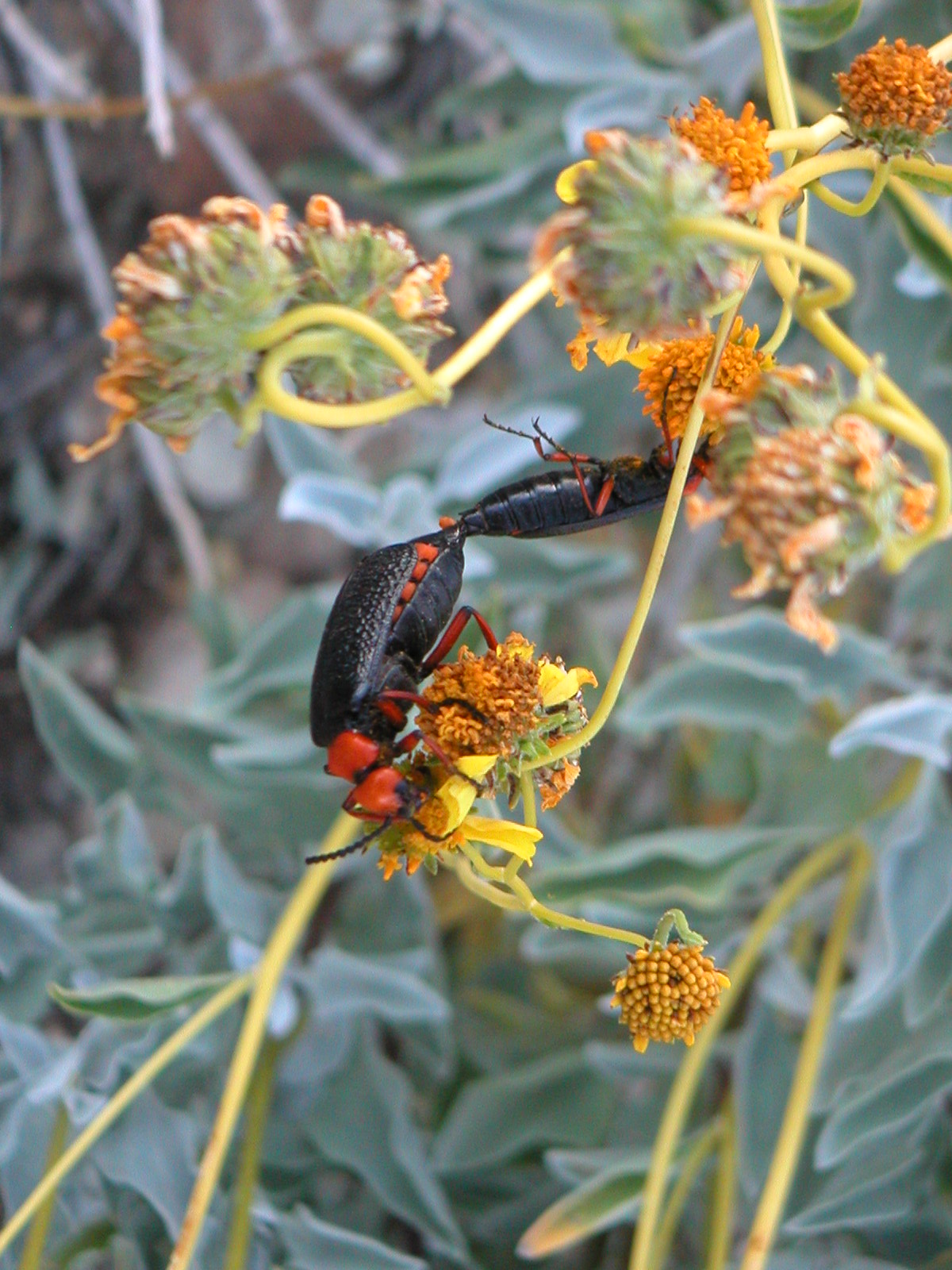
Lytta magister
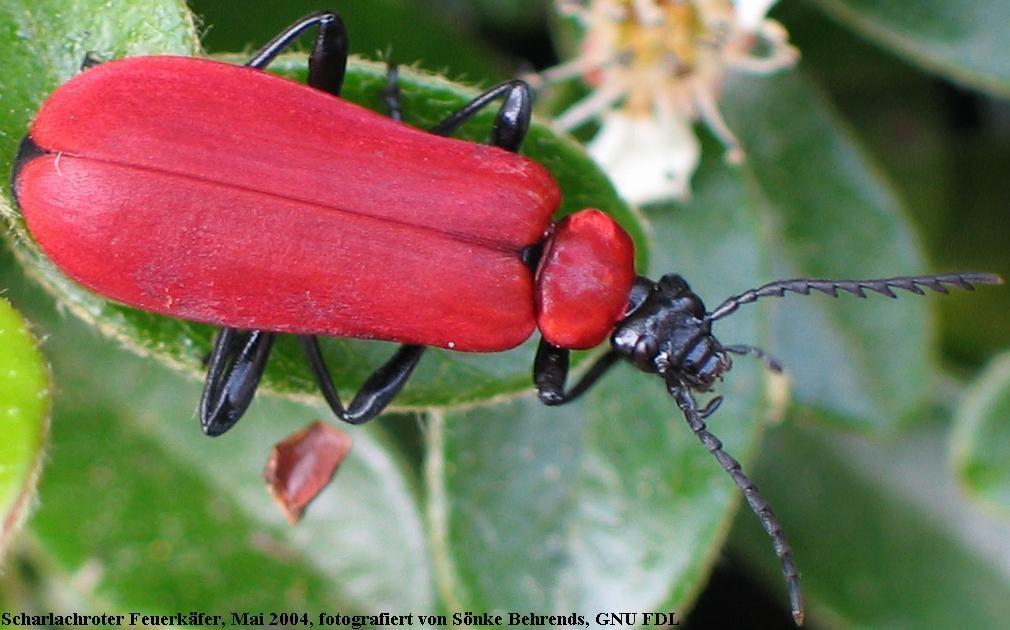
Červenáček ohnivý (Pyrochroa coccinea)